# Flickvänner från förr
Flickvänner från förr (originaltitel Ghosts Of Girlfriends Past) är en romantisk komedifilm från 2008 regisserad av Mark Waters. Filmen bygger på En julsaga av Charles Dickens, dock utan att vara en julfilm. Den hade biopremiär i Sverige den 29 maj 2009 och släpptes på DVD i Sverige den 30 september 2009. Filmen är barntillåten.

## Handling
En världsberömd modefotograf Conner Mead (Matthew McConaughey) är en playboy; snygg, självsäker och framgångsrik helst när det gäller kvinnor. Han låter sig aldrig bli för långvarig i sina förhållande för han tror inte på kärleken. Han håller sig ifrån allt som påminner om kärlek men en dag måste han åka hem till sin familj för hans lillebror ska gifta sig. Och då ställs han öga mot öga med sitt förflutna och en rad före detta flickvänner.

## Rollista
| Matthew McConaughey | – Connor Mead                                        |
| Jennifer Garner     | – Jenny Perotti                                      |
| Michael Douglas     | – Farbror Wayne Mead (motsvarar Marley i En julsaga) |
| Emma Stone          | – Allison Vandermeersh                               |
| Breckin Meyer       | – Paul Mead                                          |
| Lacey Chabert       | – Sandra Volkom                                      |
| Robert Forster      | – Sergeant Volkom                                    |
| Anne Archer         | – Vonda Volkom                                       |
| Noureen DeWulf      | – Melanie                                            |